# 11144 Radiocommunicata
11144 Radiocommunicata este un asteroid din centura principală de asteroizi.

## Descriere
11144 Radiocommunicata este un asteroid din centura principală de asteroizi. A fost descoperit pe 2 februarie 1997 la Observatorul Kleť de Jana Tichá și Miloš Tichý. Asteroidul prezintă o orbită caracterizată de o semiaxă mare de 2,92 ua, o excentricitate de 0,07 și o înclinație de 3,3° în raport cu ecliptica.